# Mogoșești (okręg Ardżesz)
Mogoșești – wieś w Rumunii, w okręgu Ardżesz, w gminie Vedea. W 2011 roku liczyła 59 mieszkańców.